# Орбелиани, Александр Вахтангович
Князь Александр Вахтангович Орбелиани (груз. ალექსანდრე ორბელიანი; 24 мая 1802, Тифлис, Российская империя — 28 декабря 1869, Тифлис, Российская империя) — грузинский поэт, прозаик, драматург, публицист, историк и представитель старшего поколения грузинских романтиков.

## Биография
Выходец из аристократического рода Орбелиани. По женской линии — внук царя Грузии Ираклия II Багратиони, сын его дочери, царевны Текле. Сын князя Вахтанга Орбелиани (1769—1812), полковника русской армии, сохранявшего верность России и погибшего в 1812 году при подавлении вспыхнувшего в Грузии антирусского восстания.
Князь Александр получил хорошее образование, сперва в Тифлисе, а затем в Санкт-Петербурге. В 1820-е годы вернулся в Тифлис. Был одним из руководителей и организаторов антироссийского заговора 1832 года, за что был арестован и сослан в Оренбург. После возвращения на родину в 1840 году начал заниматься общественной деятельностью: участвовал в восстановлении журнала «Цискрис» (в котором печатал свои произведения), заботился о возрождении грузинского театра, учреждении журналов и газет и открытии школ.
Первое стихотворение князя Александра Орбелиани «მთოვარე» (рус. Луна) было опубликовано в 1832 году. Князь Александр был одним из первых авторов нерифмованных стихов в грузинской поэзии. Главной темой, проходившей лейтмотивом через творчество князя-поэта, являлись воспоминания о славном прошлом Грузии. Взгляд поэта был обращен в прошлое и идеализировал его.
В начале 1860-х годов Александр Орбелиани выступал в печати с предложениями по унификации грузинского литературного языка. Он предлагал восстановить  древнегрузинский язык, чтоб превратить его в литературный язык для носителей разных грузинских диалектов.

## Творчество

### Стихи[3]
1. «მთოვარე» (рус. Луна)
2. «1829 წლის არეულობა საქართველოში» (рус. Беспорядки 1829 года в Грузии)
3. «საქართველოს მეფის ირაკლის ძე ლევან» (рус. Леван сын царя Ираклия Грузинского)
4. «ვერის სასაფლაო» (рус. Кладбище веры)
5. «მოწვევა» (рус. Приглашение)
6. «მოხუცებული ყმაწვილკაცს» (рус. Старина)
7. «მშვენიერას ქართველას» (рус. Грузинская красавица)
8. «უეცარი შეხვედრა» (рус. Внезапная встреча)

### Проза
- «უმანკო სისხლი» (рус. Незапятнанная кровь)